# Constance Markiewicz
Constance Markiewicz (Londra, 4 febbraio 1868 – Dublino, 15 luglio 1927) è stata una politica irlandese, membro del Sinn Féin e del Fianna Fáil fu la prima donna ad esser eletta alla Camera dei Comuni e una delle prime donne nel mondo a ricoprire la carica di ministro (fu ministro del Lavoro della Repubblica d'Irlanda dal 1919 al 1922).